# Нова Східна Пруссія

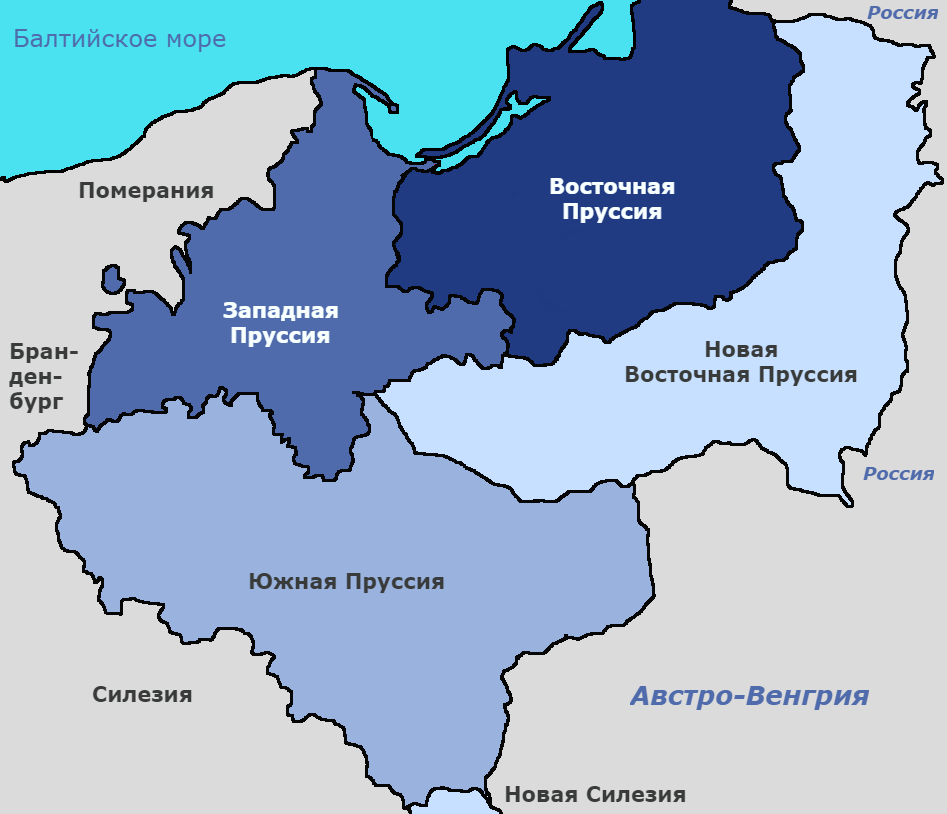

Нова Східна Пруссія (нім. Neuostpreußen; пол. Prusy Nowowschodnie) — колишня провінція Прусського королівства з 1795 до 1807. Вона була створена на території, що відійшла до Пруссії в результаті третього розділу Речі Посполитої і включала частину Мазовії і Підляшшя. У 1806 вона мала 914610 жителів, та площу менше 55000 км².

## Географія
Нова Східна Пруссія охоплювала території між Східною Пруссією і Віслою, Західним Бугом і Німаном.

## 1807 Тильзитський договір
Після Наполеонівської перемоги у війні з четвертою коаліцією і Велькопольського повстання 1806 провінція Нова Східна Пруссія була поділена у 1807 згідно з Тильзитським договором:
- Плоцьк і околиці стали частиною Варшавського герцогства, французької клієнтської держави.
- Білосток і околиці були передані до складу Російської імперії.